# Lukovany
Lukovany (deutsch Lukowan) ist eine Gemeinde in Tschechien. Sie liegt sieben Kilometer südwestlich von Rosice und gehört zum Okres Brno-venkov.

## Geographie
Lukovany befindet sich in der Bobravská vrchovina. Das Dorf liegt am nordöstlichen Fuße des Kamenný vrch (436 m) in der Quellmulde des Baches Lukovanský potok. Nördlich verläuft die Bahnstrecke Střelice–Okříšky, dort liegt auch die Bahnstation Vysoké Popovice.
Nachbarorte sind Vysoké Popovice, Příbram na Moravě und Příbramský Mlýn im Norden, Zakřany im Nordosten, Horní Kolonie und Zbýšov im Osten, Důl Anna, Mašinka, Padochov, Zaraženský Dvůr und Oslavany im Südosten, Nová Ves und Čučice im Süden, Ketkovice im Westen sowie Sudice und Rapotice im Nordwesten.

## Geschichte
Die erste schriftliche Erwähnung des Ortes erfolgte im Jahre 1269 als Černín von Popovice seinen Besitz in Studyně dem Zisterzienserinnenkloster „Vallis S. Mariae“ in Oslavany verkaufte. Dabei zeichneten die Brüder Zdislav und Arnošt von Lochwan als Zeugen. Das Dorf war Sitz der Herren von Lochwan, die bis zum Ende des 15. Jahrhunderts nachweisbar sind. Zu den weiteren Besitzern gehörten die Brüder Pertold, Vilém und Čeněk von Leipa, die Lukovany 1542 an Jan Bula von Bořitov veräußerten. Dabei wurde in Lukovany eine Feste mit Hof erwähnt, ihre Überreste befinden sich östlich der Kirche. 1544 kaufte Bohunka von Pernstein den Hof und Jagdbezirk Lukovany und schlug ihn ihrer Herrschaft Rossitz zu. Vor dem Dreißigjährigen Krieg bestand das Dorf aus 24 Wirtschaften. Die Pfarre in Lukovany erlosch in der ersten Hälfte des 17. Jahrhunderts. 1656 waren nur noch 15 Anwesen in Lukovany bewirtschaftet, die anderen neun lagen wüst. Das älteste Ortssiegel von Lvkowani stammt aus dem Jahre 1749. Bis 1768 war die Kirche von Lukovany eine Filialkirche der Rossitzer Pfarre und wurde dann der neuen Pfarre in Popovice zugeordnet.
Im Jahre 1790 lebten in den 39 Häusern des Dorfes 235 Personen. Bis zur Mitte des 19. Jahrhunderts blieb Lukovany immer zu Rossitz untertänig.
Nach der Aufhebung der Patrimonialherrschaften bildete Lukovany ab 1850 einen Ortsteil der Gemeinde Popovice im Brünner Bezirk. 1874 bildete eine eigene politische Gemeinde. Die Straße nach Zakřany entstand 1897. Im Jahre 1900 hatte das Dorf 678 Einwohner und bestand aus 87 Häusern. Die Bevölkerung bestand durchweg aus katholischen Tschechen. 1921 wurde die Gemeinde dem Okres Brno-venkov zugeordnet. Seit 1948 gehörte Lukovany zum Okres Rosice. Nach der Aufhebung des Okres Rosice kam Lukovany 1961 zum Okres Brno-venkov zurück. Seit 2004 führt die Gemeinde ein Wappen und Banner.

## Gemeindegliederung
Für die Gemeinde Lukovany sind keine Ortsteile ausgewiesen.

## Sehenswürdigkeiten

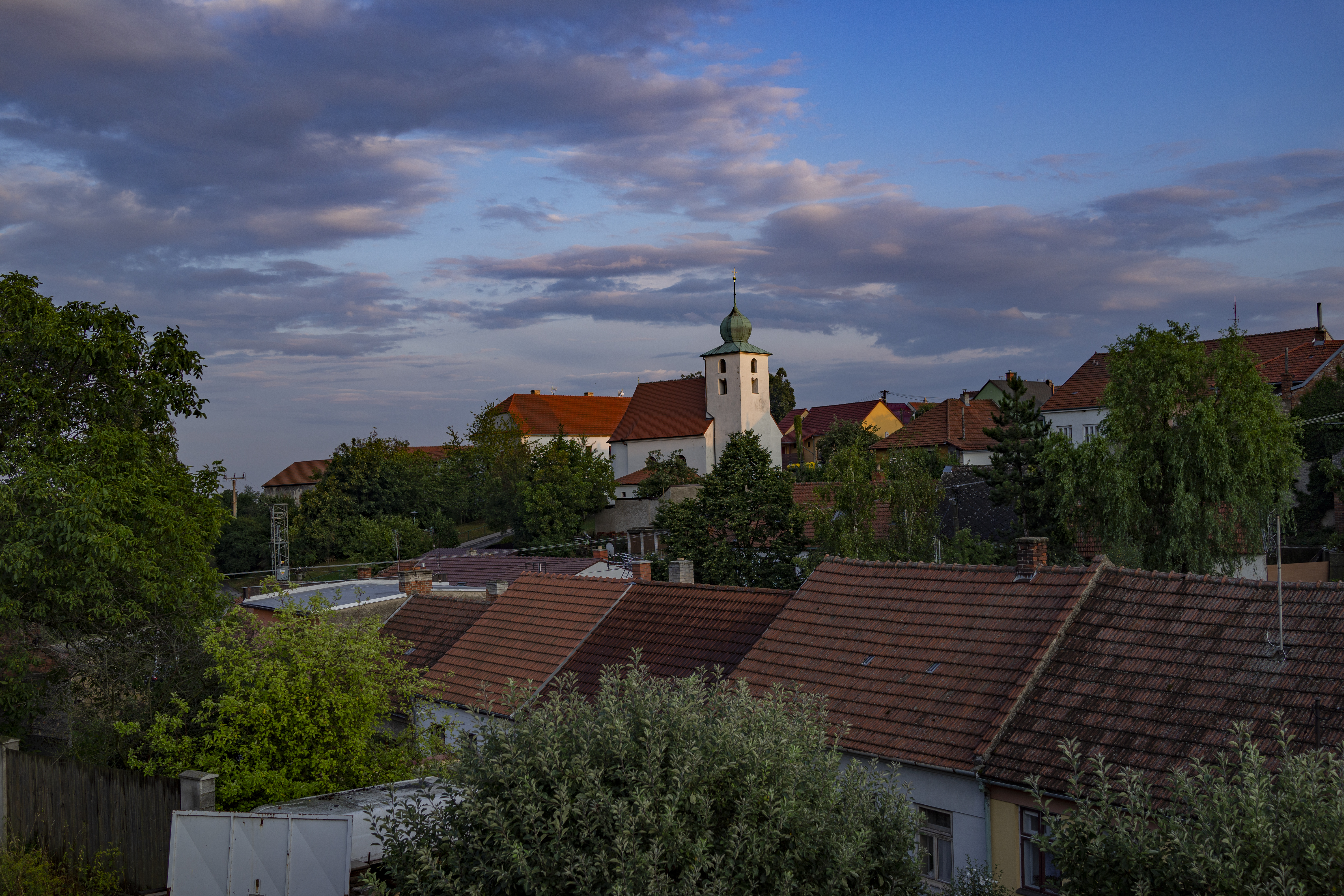
Lukovany – Blick auf die Wenzelskirche

- Kirche des hl. Wenzel, sie entstand vor 1300 im romanischen Stil. Ihre heutige barocke Gestalt mit wuchtigem Zwiebelturm erhielt das Bauwerk bei Umbauten in den Jahren 1715 und 1747. Zwischen 2000 und 2002 wurden das Dach und die Fassade saniert.
- Klassizistisches Kreuz an der Kirche, geschaffen 1805
- Friedhofsmauer, die ältesten Teile stammen vom Beginn dem 14. Jahrhundert.